# Пједирипа (Мачерата)
Пједирипа (итал. Piediripa) насеље је у Италији у округу Мачерата, региону Марке.
Према процени из 2011. у насељу је живело 2374 становника. Насеље се налази на надморској висини од 92 м.